# Koniec lata
Koniec lata – drugi singel polskiego producenta muzycznego L.U.C.-a i orkiestry Rebel Babel Film Orchestra, promujący animowany dramat filmowy pt. Chłopi. Powstały przy gościnnym udziale polskiego zespołu muzycznego Kwiat Jabłoni i polskiej piosenkarki Beli Komoszyńskiej.

## Geneza utworu i historia wydania
Utwór napisali i skomponowali Łukasz Rostkowski, Katarzyna Sienkiewicz, Izabela Komoszyńska i Jacek Sienkiewicz.
Singel ukazał się w formacie digital download 6 listopada 2023 w Polsce za pośrednictwem wytwórni płytowej Agora. Piosenka została umieszczona na ścieżce dźwiękowej – Chłopi.

## Teledysk
Do utworu powstał teledysk w reżyserii Doroty Kobieli i Hugh Welchmana, który udostępniono w dniu premiery singla za pośrednictwem serwisu YouTube.

## Lista utworów
- Digital download[2]

1. „Koniec lata” (z filmu Chłopi) – 4:10

## Notowania

### Pozycja na liście sprzedaży
| Kraj   | Lista (2023)             | Najwyższa pozycja |
| ------ | ------------------------ | ----------------- |
| Polska | OLiS – single w streamie | 55                |

## End of Summer
End of Summer – singel brytyjsko-gruzińskiej piosenkarki Katie Meluy, polskiego producenta muzycznego L.U.C.-a i orkiestry Rebel Babel Film Orchestra. Piosenka została wydana 26 stycznia 2024. Utwór jest angielską wersją singla „Koniec lata”.

### Geneza utworu i historia wydania
Utwór napisł i skomponował Łukasz Rostkowski.
Singel ukazał się w formacie digital download 26 stycznia 2024 w Polsce za pośrednictwem wytwórni płytowej Sony Music Entertainment Poland i na świecie poprzez wytwórnię Milan Records. Utwór został wydany z okazji premiery filmu Chłopi w Stanach Zjednoczonych.

### Teledysk
Do utworu powstał teledysk, za który tak jak w oryginalnej wersji piosenki, odpowiadają Dorota Kobiela i Hugh Welchman. Materiał wideo udostępniono 1 lutego 2024 za pośrednictwem serwisu YouTube.

### Lista utworów
- Digital download[7]

1. „End of Summer” (from the Peasants Soundtrack) – 4:22